# فارکیرشن بای بدحال
فارکیرشن بای بدحال (به آلمانی: Pfarrkirchen bei Bad Hall) یک منطقهٔ مسکونی در اتریش است که در ناحیه استیر لند واقع شده‌است. فارکیرشن بای بدحال ۱۱ کیلومتر مربع مساحت دارد ۳۹۷ متر بالاتر از سطح دریا واقع شده‌است.